# Oddělení jednotné fronty ústředního výboru Komunistické strany Číny
Oddělení jednotné fronty ústředního výboru Komunistické strany Číny (čínsky v českém přepisu Čung-kuo kung-čchan-tang čung-jang wej-jüan-chuej tchung-i čan-sien kung-cuo-pu, pchin-jinem Zhōngguó Gòngchǎndǎng Zhōngyāng Wěiyuánhuì Tǒngyī Zhànxiàn Gōngzuòbù, znaky zjednodušené 中国共产党中央委员会统一战线工作部, tradiční 中國共產黨中央委員會統一戰線工作部) je složka aparátu ústředního výboru Komunistické strany Číny zodpovědná za politiku strany vůči menším politickým stranám a společenským organizacím Číny, sdruženým s komunisty v Jednotné frontě. S oddělením organizačním, mezinárodním a oddělením propagandy patří k nejvýznamnějším složkám centrálního stranického aparátu.
Oddělení jednotné fronty ÚV se zabývá na celostátní úrovni uskutečňováním politiky strany vůči nekomunistickým politickým stranám (Revoluční výbor čínského Kuomintangu, Čínská demokratická liga, Čínské sdružení pro demokratickou národní výstavbu, Čínské sdružení pro rozvoj demokracie, Demokratická strana čínských rolníků a dělníků, Společnost 3. září, Čínská strana snahy o spravedlnost a Liga pro demokratickou samosprávu Tchaj-wanu) a společenským organizacím (jako Všečínský svaz žen, Všečínská federace průmyslu a obchodu, Všečínská federace odborů, Čínské sdružení pro vědu a techniku, Všečínská federace mládeže a další), které jsou s Komunistickou stranou sdruženy v Jednotné frontě, politické konzultace probíhají v Čínském lidovém politickém poradním shromáždění. Ve spolupráci s odděleními jednotné fronty výborů regionálních stranických organizací koordinuje spolupráci s nekomunistickými stranami a společenskými organizacemi na provinční a místní úrovni.
Oddělení bylo založeno roku 1939, když během druhé čínsko-japonské války (1937–1945) uzavřely KS Číny a Kuomintang dohodu o druhé jednotné frontě, vzájemném příměří a spolupráci v boji proti japonské agresi. Úkolem oddělení bylo realizovat politiku jednotné fronty a získat pro Komunistickou stranu širší podporu mezi nekomunistickými stranami a organizacemi. Roku 1944 bylo oddělení jednotné fronty reorganizováno v oddělení práce ve městech (v oblastech ovládaných Kuomintangem). V září 1948 byl oddělení vrácen název „jednotné fronty“, k jeho úkolům patřila práce v oblastech ovládaných Kuomintangem, otázky národnostních menšin, Číňanů v zahraničí a příprava svolání Čínského lidového politického poradního shromáždění.

## Vedoucí oddělení jednotné fronty ÚV
| Jméno         | Od            | Do                   | Poznámky, další stranické funkce (v době výkonu funkce) |
| ------------- | ------------- | -------------------- | --- |
| Wang Ming     | leden 1939    | 1944                 | do 1945 člen (6.) politbyra ÚV a do března 1943 i jeho sekretariátu, člen (7.) ÚV |
| Pcheng Čen    | červenec 1944 | prosinec 1946        | jako vedoucí oddělení pro práci ve městech |
| Čou En-laj    | prosinec 1946 | květen 1948          | jako vedoucí oddělení pro práci ve městech, člen (7.) politbyra ÚV a jeho sekretariátu |
| Li Wej-chan   | říjen 1948    | prosinec 1964        | do září 1948 jako vedoucí oddělení pro práci ve městech, od září 1956 člen (8.) ÚV |
| Sü Ping       | prosinec 1964 | 1966                 | místopředseda celostátního výboru Čínského lidového politického poradního shromáždění |
| Liou Jou-fa   | červen 1973   | listopad 1975        | pověřený řízením oddělení |
| Li Ta-čang    | listopad 1975 | květen 1976 (zemřel) | člen (10.) ÚV |
| Ulanfu        | květen 1976   | duben 1982           | člen (10.) ÚV, od srpna 1977 člen (11.) politbyra ÚV, místopředseda Stálého výboru Všečínského shromáždění lidových zástupců, od března 1978 místopředseda celostátního výboru Čínského lidového politického poradního shromáždění |
| Jang Ťing-žen | duben 1982    | listopad 1985        | člen (12.) ÚV, místopředseda celostátního výboru Čínského lidového politického poradního shromáždění |
| Jen Ming-fu   | listopad 1985 | listopad 1990        | od listopadu 1987 do června 1989 tajemník ÚV, poté člen (13.) ÚV, od dubna 1988 místopředseda celostátního výboru Čínského lidového politického poradního shromáždění                                                              |
| Ting Kuan-ken | listopad 1990 | prosinec 1992        | kandidát (13.) politbyra ÚV a tajemník ÚV |
| Wang Čao-kuo  | prosinec 1992 | prosinec 2002        | člen (14.) a (15.) ÚV, místopředseda celostátního výboru Čínského lidového politického poradního shromáždění |
| Liou Jen-tung | prosinec 2002 | prosinec 2007        | členka (16.) ÚV, místopředsedkyně celostátního výboru Čínského lidového politického poradního shromáždění |
| Tu Čching-lin | prosinec 2007 | září 2012            | člen (17.) ÚV, místopředseda celostátního výboru Čínského lidového politického poradního shromáždění |
| Ling Ťi-chua  | září 2012     | prosinec 2014        | člen (18.) ÚV, místopředseda celostátního výboru Čínského lidového politického poradního shromáždění |
| Sun Čchun-lan | prosinec 2014 | listopad 2017        | členka (18.) politbyra ÚV |
| Jou Čchüan    | listopad 2017 | říjen 2022           | tajemník ÚV |
| Š’ Tchaj-feng | říjen 2022    | v úřadu              | členka (20.) politbyra ÚV a tajemník ÚV, místopředseda celostátního výboru Čínského lidového politického poradního shromáždění |